# Infantería de Marina Bolivariana
La Infantería de Marina Bolivariana (IMB) es el cuerpo de Infantería de Marina de la Armada Bolivariana de la República Bolivariana de Venezuela. Su comandancia  está ubicada en la Meseta de Mamo, estado La Guaira. Sus principales unidades de combate están desplegadas a lo largo de toda la costa e incluso a lo largo de la frontera terrestre con Colombia. Se estima en más de 7000 combatientes.

## Historia de la Infantería de Marina Bolivariana
Los orígenes directos de la infantería de marina venezolana se remontan a la guerra de independencia, donde los infantes eran transportados en los barcos de guerra y usados como fuerzas de choque al abordar navíos enemigos o para efectuar un desembarco anfibio, sirviendo así como una proyección del poder naval de los navíos a tierra.
El 22 de julio de 1822, el general Francisco de Paula Santander decreta la creación de un batallón de infantería de marina con el fin de cubrir la necesidad de una fuerza naval de proyección terrestre.
La acción más notable en la que participó la infantería de marina durante la independencia fue en las operaciones del Lago de Maracaibo de 1823, donde en conjunción con la escuadra dirigida por el almirante José Prudencio Padilla forzaron la entrada al lago, tomaron Maracaibo y derrotaron en el Combate naval del Lago de Maracaibo a la escuadra española. En estas operaciones la infantería estuvo dirigida por el general Manuel Manrique.
Con la disolución de la República de Colombia la infantería de marina pasa a formar parte de las distintas guarniciones que protegen los puertos y bases del país. La delicada situación económica durante el siglo XIX y el modesto tamaño de la escuadra nacional reducen hasta casi hacer desaparecer a la infantería de marina.
No será hasta el 11 de diciembre de 1945 que la infantería de marina será nuevamente organizada, creándose por la Resolución Presidencial N.º 107 el Batallón de Infantería de Marina N.º 1, con sede en el Faro de Puerto Cabello. Posteriormente el batallón es trasladado a Maiquetía.
El 4 de febrero de 1946 se crea el segundo batallón, Batallón de Infantería de Marina N.º 2, con sede en Puerto Cabello. En 1958 y 1961 se crean nuevos batallones en Carúpano y Punto Fijo.
En los años que siguen la infantería de marina experimenta nuevos cambios, creándose las Unidades de Apoyo como el Grupo de Artillería, Comunicaciones, Ingeniería, vehículos Anfibios y la Unidad de Reconocimiento.
Entre los años 1975 y 1994 la infantería de marina sufre dos nuevos reajustes a su organización. El 11 de diciembre del 2000, por resolución presidencial, la infantería de marina es elevada a División con el nombre de División de Infantería de Marina General Simón Bolívar. El 15 de octubre del 2003 se integra el Comando de la Policía Naval Gran Mariscal de Ayacucho a la Infantería de Marina.
El 5 de abril del 2005 se activa el Cuerpo de Ingenieros, pasando esta unidad a obedecer directamente a la Comandancia General de la Armada por Resolución Presidencial N.º DG-031764 de fecha 21 de julio del 2005. A su vez la Brigada de Policía Naval “Gran Mariscal de Ayacucho Antonio José de Sucre” se constituye como Comando de Policía Naval, cesando su dependencia a la División y quedando adscrita al Comando Naval de Operaciones.

## Misión

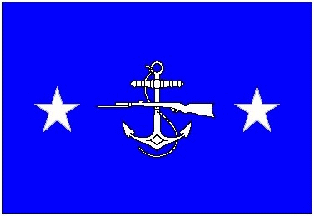
Insignia del Comandante de la IMB

Alistar y comandar sus unidades con el fin de ejecutar operaciones anfibias, fluviales, especiales, de defensa de costa, de policía, de paz y de contribución al mantenimiento del orden interno, así como participar en forma activa en el desarrollo nacional.

## Visión
Hacer de la Infantería de Marina Bolivariana el más destacado comando operacional de la Armada, con el fin de proyectar su poder naval hacia tierra, capaz de operar eficaz y efectivamente en los escenarios fluvial, lacustre e interno. Mantener un plan educativo y de adiestramiento que desarrolle en nuestro recurso humano una alta capacidad para enfrentar las amenazas presentes y potenciales en sus áreas de actuación para garantizar la seguridad y defensa de la nación y participar en forma activa en su desarrollo.

## Organización
Se organiza en Brigadas de Infantería de Marina (Anfibias, Fluviales y Especiales):

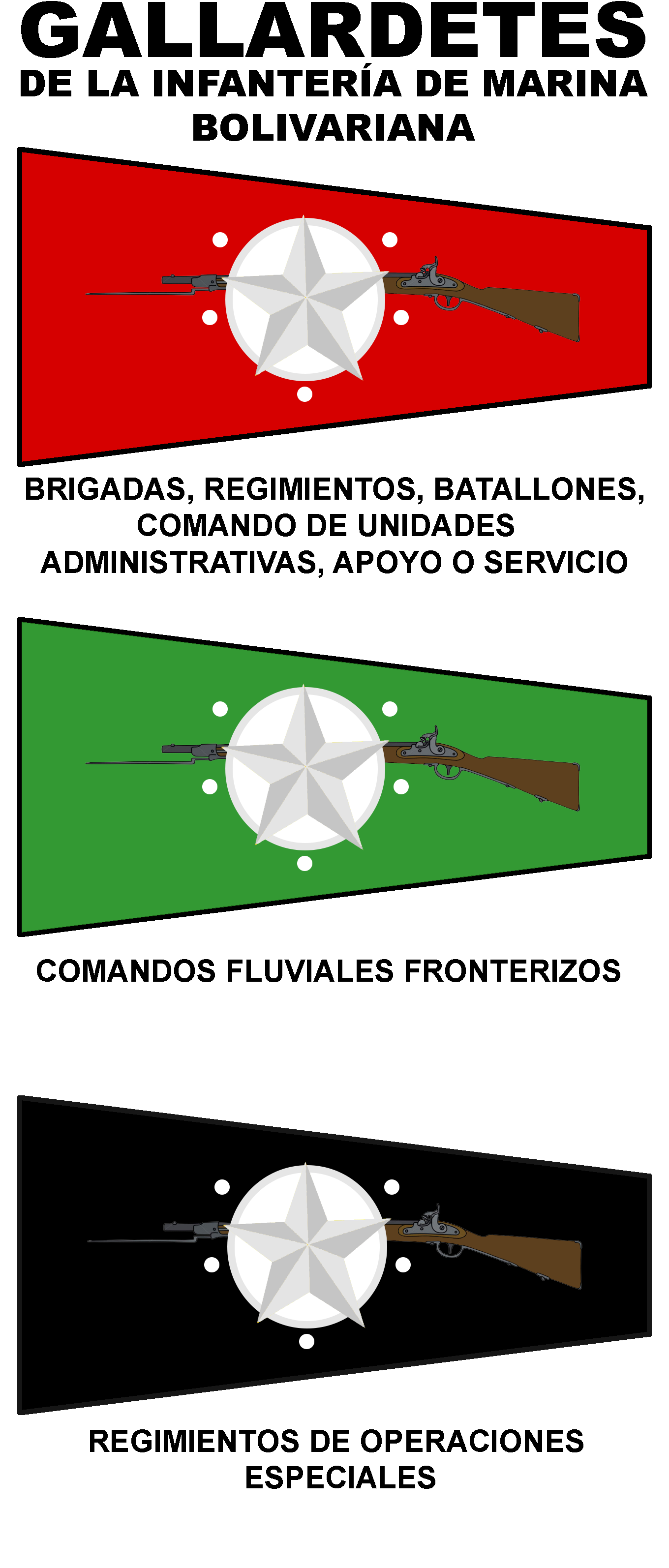
Gallardetes de la Infantería de Marina Bolivariana

### Unidades de Maniobra
Primera Brigada de Infantería de Marina Anfibia “CN Manuel Ponte Rodríguez” (Puerto Cabello, estado Carabobo)
- - Batallón de Infantería de Marina Nro. 11 “Gral. Rafael Urdaneta” Puerto Cabello, estado Carabobo
  - Batallón de Vehículos Anfibios Nro.12 “CC. Miguel Ponce Lugo” Puerto Cabello, estado Carabobo
  - Grupo de Artillería Nro. 13 "Gral. Agustín Codazzi" Puerto Cabello, estado Carabobo
  - Batallón de Apoyo Nro.14 "CA. José Ramón Yépez" Puerto Cabello, estado Carabobo

Segunda Brigada de Infantería de Marina Anfibia“José Eugenio Hernández” (Carúpano, Estado Sucre)
- - Batallón de Infantería de Marina Nro. 21 “Gral. José Francisco Bermúdez” Carúpano, Estado Sucre
  - Batallón de Infantería de Marina Nro. 22 “Mariscal Antonio José de Sucre” Carúpano, Estado Sucre
  - Batallón de Infantería de Marina Nro. 23 "Gral. Santiago Mariño" [Carúpano]], Estado Sucre (en conformacion)
  - Grupo de Artillería Nro. 24 "G/J. José Antonio Anzoátegui" Carúpano, Estado Sucre
  - Batallón de Apoyo Anfibio "Gral. Juan Bautista Arismendi" Carúpano, Estado Sucre

Tercera Brigada de Infantería de Marina Anfibia “GB. Manuela Sáenz” (Maiquetía, estado La Guaira)
- - Batallón de Vehículos Anfibios Nro. 31 “Gral. Simón Bolívar” La Guaira, estado La Guaira
  - Batallón de Infantería de Marina Nro. 32 “Alm. Luis Brión”La Guaira, estado La Guaira
  - Grupo de Artillería Nro. 33 "VA. Lino de Clemente" La Guaira, estado La Guaira
  - Batallón de Apoyo Nro. 34 “Pedro Gual” La Guaira, estado La Guaira
  - Batallón de Infantería de Marina Nro. 35 “G/J. EZEQUIEL ZAMORA” (Río Chico, Municipio Páez, estado Miranda)

Cuarta Brigada de Infantería de Marina Anfibia “Alm. Alejandro Petión” (Lagunillas, estado Zulia)
- - Batallón de Vehículos Anfibios Nro. 41“Generalísimo Francisco de Miranda”
  - Batallón de Infantería de Marina Nro. 42 “CA. Renato Beluche”
  - Grupo de Artillería Autopropulsada Nro. 43 “Mcal. Juan Crisóstomo Falcón”
  - Batallón de Apoyo Anfibio Nro. 44 “Ana María Campos”

Quinta Brigada de Infantería de Marina Fluvial “CF. José Tomas Machado” (Ciudad Bolívar, Estado Bolívar)
- - Comando Fluvial de Infantería de Marina Nro. 51 "Gral. Daniel Florencio O'Leary"
  - Comando Fluvial de Infantería de Marina Nro. 52 "G/J. Ezequiel Zamora"
  - Batallón de Apoyo Fluvial Nro. 54 "AF. Vicente Parrado"

Sexta Brigada de Infantería de Marina Fluvial “Alm. Manuel Ezequiel Bruzual” (Diamantico, estado Apure)
- - Comando Fluvial de Infantería de Marina Nro. 61 "CA. José María García"
  - Comando Fluvial de Infantería de Marina Nro. 62 "TN. Jacinto Muñoz"
  - Batallón de Apoyo Fluvial Nro. 64 "CF. Joaquín Quintero"

Séptima Brigada de Infantería de Marina Fluvial “G/B Franz Risquez Iribarren” (Puerto Ayacucho, estado Amazonas)
- - Comando Fluvial de Infantería de Marina Nro. 71 "CA. Francisco Pérez Hernández"
  - Comando Fluvial de Infantería de Marina Nro. 72 "CA. Armando Medina"
  - Batallón de Apoyo Fluvial Nro. 74 "Coronel Antonio Ricaurte

Octava Brigada de Comandos del Mar “Generalísimo Francisco de Miranda” (Turiamo, estado Aragua)
- - Batallón de Operaciones Especiales Nro. 81 "CC. Henry Lilong García"
  - Batallón de Reconocimiento Anfibio Nro. 82 "G/J. José Félix Ribas"
  - Batallón de Zarpadores Anfibios Nro. 83 "Cacique Guaicaipuro"
  - Batallón de Apoyo Nro. 84 "Juan Germán Roscio"

Novena Brigada de Policía Naval “Gran Mariscal de Ayacucho” (Maiquetía, estado La Guaira)
- - Batallón de Policía Naval N.º 91 "CN. José Alejo Troconis del Mas"
  - Batallón de Policía Naval N.º 92 "CA. Matías Padrón"
  - Batallón de Policía Naval N.º 93 "CA. Otto Pérez Seijas"
  - Batallón de Policía Naval N.º 94 "CN. Juan Daniel Danels"

### Unidades de Apoyo de Combate
- Batallón de Comunicaciones de la Infantería de Marina “CF. Felipe Baptista” (Meseta de Mamo, estado La Guaira)

### CANLO
- Centro De Adiestramiento Naval "CA. Armando López Conde". (Guaca, estado Sucre)

## Equipamiento

### Armamento de Infantería

#### Pistola
| Arma | Foto | Tipo de Arma | Calibre | Estado | Origen |
| ---- | ---- | ------------ | ------- | ------ | ------ |

#### Subametralladoras
| Arma     | Foto | Tipo de Arma | Calibre           | Estado | Origen   |
| -------- | ---- | ------------ | ----------------- | ------ | -------- |
| IMI Uzi  |      | Subfusil     | 9*19mm Parabellum | En Uso | Israel   |
| H&K MP-5 |      | Subfusil     | 9*19mm Parabellum | En Uso | Alemania |

#### Escopetas
| Arma | Foto | Tipo de Arma | Calibre | Estado | Origen |
| ---- | ---- | ------------ | ------- | ------ | ------ |

#### Fusiles y Carabinas de Asalto
| Arma   | Foto                         | Tipo de Arma        | Calibre        | Estado | Origen            |
| ------ | ---------------------------- | ------------------- | -------------- | ------ | ----------------- |
| AK-103 |                              | Fusil de Asalto     | 7,62x39mm      | En Uso | Rusia · Venezuela |
| FN FNC |                              | Fusil Tipo Carabina | 5,56*45mm OTAN | En Uso | Bélgica           |
| QBZ 97 | [[Archivo:Qbz_95.jpg\|150p]] | Fusil de Asalto     | 5,56*45mm OTAN | En Uso | China             |

#### Fusiles y Rifles de Precisión
| Arma         | Foto | Tipo de Arma           | Calibre    | Estado | Origen |
| ------------ | ---- | ---------------------- | ---------- | ------ | ------ |
| Dragunov SVD |      | Rifle de Francotirador | 7,62x54mmR | En Uso | Rusia  |

#### Ametralladoras
| Arma           | Foto | Tipo de Arma          | Calibre        | Estado | Origen         |
| -------------- | ---- | --------------------- | -------------- | ------ | -------------- |
| FN MAG         |      | Ametralladora media   | 7,62x51mm OTAN | En Uso | Bélgica        |
| FN Minimi      |      | Ametralladora ligera. | 5,56x45mm      | En Uso | Bélgica        |
| Browning M-2HB |      | Ametralladora pesada  | 12,7x99mm      | En Uso | Estados Unidos |
| Norinco CS/LM3 |      | Ametralladora pesada  | 12,7x99mm      | En Uso | China          |

#### Lanzagranadas
| Arma                | Foto | Tipo de Arma             | Calibre | Origen         |
| ------------------- | ---- | ------------------------ | ------- | -------------- |
| M-203               |      | Lanzagranadas            | 40 mm   | Estados Unidos |
| Lanzagranadas Mk 19 |      | Lanzagranadas automático | 40 mm   | Estados Unidos |

### Armamento Antitanque
| Arma                   | Foto | Tipo de Arma                         | Calibre | Origen         |
| ---------------------- | ---- | ------------------------------------ | ------- | -------------- |
| Bofors AT-4            |      | Lanzacohetes descartable             | 84 mm   | Suecia         |
| Bofors M-3 Carl Gustaf |      | Lanzagranadas propulsadas por cohete | 84 mm   | Suecia         |
| M-40A1                 |      | Cañón sin retroceso                  | 106 mm  | Estados Unidos |

### Morteros
- Cavim M-66 Cazador
- Brandt M-19
- Soltam C-O6
- Brandt M-29
- Soltam B-456/B-457

### Vehículos Blindados
| Nombre                       | Imagen | Tipo de Vehículo                                        | Cantidad en Servicio      | Origen         | Caracteristicas relevantes |
| ---------------------------- | ------ | ------------------------------------------------------- | ------------------------- | -------------- | --- |
| VN-1                         |        | Vehículo anfibio de combate de infantería               | 40 Unidades.              | China          | Versión de exportación, posee como arma principal una torreta con un cañón de 30 mm y una ametralladora coaxial de 7,62 mm, como arma secundaria un ATGM HJ-73 y una ametralladora 7.62 mm, Tripulación: 1 conductor, 1 jefe de comunicaciones y 1 artillero con capacidad de transporte de 10 infantes totalmente equipados |
| VN-16                        |        | Vehículo anfibio de combate de infantería Tanque ligero | 40 Unidades.              | China          | La variante tanque ligero está armada con un cañón de 105mm de ánima rayada, un arma coaxial de 7,62 mm, como arma secundaria posee una ametralladora antiaérea de 12.7 MM una ametralladora de 7,62 mm,4 tubos lanzagranadas 81 MM , Tripulación 2 Artilleros+1 jefe de comunicaciones+1 Conductor con capacidad de transportar 4 infantes totalmente equipados |
| VN-18                        |        | Vehículo anfibio de combate de infantería               | 40 Unidades.              | China          | La versión de apoyo a la infantería,como arma primaria posee un cañón de 30 mm automático,como arma secundaria una ametralladora antiaérea de 12.7 MM una ametralladora de 7,62 mm,6 tubos lanzagranadas 81 MM , Tripulación 2 Artilleros+1 jefe de comunicaciones+1 Conductor con capacidad de transportar 8 infantes totalmente equipados |
| FMC LVTP-7                   |        | Vehículo anfibio de combate de infantería               | 11 Unidades Modernizadas. | Estados Unidos | AAVP-7A1 (transporte de personal): Este es el más común AAV, lleva una torre equipada con una ametralladora pesada M2HB calibre .50, y un Mk19 lanzagranadas automático de 40 mm. Lleva cuatro radios de la tripulación, así como el sistema de intercomunicación AN/VIC-2. Es capaz de transportar 25 infantes de marina a la lucha completamente equipados además de la tripulación de 4 personas: conductor, jefe de la tripulación, comandante del vehículo y tirador |
| EE-11VE Urutu                |        | Vehículo anfibio de combate de infantería               | 37 Unidades Modernizadas. | Brasil         | Versión repotenciada por Venezuela posee una torreta DEFA con cañón de 90 mm, y una tripulación de 1 conductor + 1 jefe de comunicaciones con capacidad de transportar 12 infantes con todos sus equipos y se le hizo la instalación de una cámara térmica suministrada por la empresa belga Pegasus Technologies. La cámara térmica va colocada sobre el afuste del cañón en la torreta del vehículo y proporciona visión infrarroja y nocturna al tirador del cañón de 20 mm a través de un monitor tipo MFD (Multi-Function Display) Barco N.V. TX-126 a color de 10 pulgadas. |
| Norinco CS/VP4 ATV Lynx 8x8. |        | Vehículo anfibio de combate de infantería               | Número indeterminado      | China          | Capacidad de transportar 12 infantes completamente armados y con afuste para ametralladoras como FN MAG o FN Minimi con capacidad de instalar lanzagranadas tales como Mk 19 o Milkor MGL Mk.1S |

### Defensa Antiaérea
| Nombre        | Imagen | Tipo                                          |
| ------------- | ------ | --------------------------------------------- |
| Tiuna         |        | Montando los Bofors RBS-70 o 9K338 Igla-S\|   |
| 9K338 Igla-S  |        | Misil antiaéreo de corto alcance              |
| Buk-M2E       |        | Batería de misiles antiaéreo de largo alcance |
| Bofors RBS-70 |        | Misil antiaéreo de corto alcance              |

### Artillería de Campaña
- LCM Norinco SR5 122/220 mm
- Mortero Autopropulsado Norinco SM4 120mm
- Oto Melara M-56 105/14mm
- Thomson Brandt MO-120-RT-61 120mm

### Vehículos Tácticos
- Cenareca UR-53AR50 Tiuna
- Serie Ford M-151 Mutt
- Serie Chevrolet M-705
- Serie Dodge M-880
- IAI M-325 Commandacar
- Serie Steyr-Daimler Duro
- Serie Steyr L-80

### Embarcaciones de Asalto
- Guardian 25”
- Guardian 22”
- Caroní
- Caimán
- Manapiare
- Apure / Apure II